# 11830 Jessenius
11830 Jessenius este un asteroid din centura principală de asteroizi.

## Descriere
11830 Jessenius este un asteroid din centura principală de asteroizi. A fost descoperit pe 2 mai 1984 la Observatorul Kleť de Antonín Mrkos. Asteroidul prezintă o orbită caracterizată de o semiaxă mare de 2,26 ua, o excentricitate de 0,18 și o înclinație de 8,7° în raport cu ecliptica.